# Juanchi Baleirón
Juan Alfredo Baleirón, más conocido como Juanchi Baleirón (11 de marzo de 1965), es un músico, compositor, cantante y productor argentino. Originalmente guitarrista de la banda Los Pericos, se convirtió en el principal vocalista luego de la partida del cantante Bahiano. Es además productor artístico de músicos y bandas como Ciro y los Persas, No Te Va Gustar, Estelares, Los Auténticos Decadentes, Massacre, Attaque 77, 2 Minutos, La Mosca Tse Tse, Turf, Iván Noble, Superatones, Feli Colina, Cadena Perpetua, entre otros. 
También grabó guitarras  con Andrew Loog Oldham, Divididos, Andrés Calamaro, Vicentico, Cristian Castro, Julieta Venegas, Diego Torres, Claudio O’Connor, Palo Pandolfo, Magic!, Alex Ubago, Leo Dan, Axel Krygier y Divina Gloria, entre otros.

## Biografía

### Carrera musical
A principios de los años 1980, Juanchi forma parte de diferentes bandas como Szlernarzaba, El Signo y Los Antonios. con algunos de los miembros de esos proyectos funda en 1986 Los Pericos, tomando el sonido reggae que venía de Jamaica. En un primer momento hacían covers de artistas como Bob Marley, Peter Tosh y Toots & The Maytals pero con el tiempo fueron creando sus propias canciones adaptadas a la idiosincrasia argentina. En 2004, tras la partida del Bahiano de la banda, Juanchi toma el rol de cantante y frontman de Los Pericos.
Juanchi también se destaca como productor musical, siendo su primer trabajo el debut de Attaque 77 en Invasión 88 en 1988, banda a la que también produjo en los exitosos  El cielo puede esperar y Ángeles caídos que obtuvieron galardones de doble platino. Dentro del punk también se destacan sus trabajos con 2 Minutos, Mal Momento y Expulsados. Dentro de sus trabajos como productor se puede mencionar también: Vísperas de Carnaval de La Mosca Tsé Tsé, que recibieron galardones de múltiple platino en Argentina e Iberoamérica y su participación en Sigue tu camino de Los Auténticos Decadentes. La 100 vivo!, El emblemático El Mamut de Massacre, Por lo menos hoy de No Te Va Gustar el exitoso 27 de Ciro y Los Persas. También fue coproductor de Big Yuyo, Pampas Reggae, Yerba Buena, Mystic Love, 1000 vivos, Desde cero y 7 de Los Pericos. En 2011, junto a Palo Pandolfo y Mario Breuer, produjeron el primer trabajo discográfico solista del exlíder de la banda Suéter, Miguel Zavaleta, titulado No sé, quizás, suerte.
Ha participado en más de cuarenta discos como guitarrista, entre los que se destacan Diego Torres, Andrew Loog Oldham,  Andrés Calamaro, Divididos, No Te Va Gustar, Ciro y Los Persas, Auténticos Decadentes, Estelares, Iván Noble, Los Súper Ratones, Banda de Turistas, La Mosca Tsé-Tsé, Axel, Julieta Venegas, Paulina Rubio, Cristian Castro, O'Connor, Massacre, Attaque 77, 2 minutos, Cadena Perpetua, Expulsados, Mal Momento, Comando Suicida, Axel Krygier, Leo Dan, Palo Pandolfo, Álex Ubago y Divina Gloria.
Como cantante colaboró con el músico argentino residente en Australia Damián Gaume en la canción “Tres Columnas De Sal” (2018) junto a Gonzalo Aloras, el baterista norteamericano Jeff Consi (The Badloves, Nuno Bettencourt, Tina Arena) y The New Monos.

## Otros proyectos
Televisión
| Año           | Programa            | Canal   |
| ------------- | ------------------- | ------- |
| 2013-2015     | Concentrados en red | DEPORTV |
| 2016-presente | Crónicas del rock   | LN+     |

Radio
| Año           | Programa     | Radio         |
| ------------- | ------------ | ------------- |
| 2017-presente | Asado Vegano | Nacional Rock |

Malbecaster New Experience es una línea de vinos lanzada por la marca Malbecaster en colaboración con CrowdFarming.Wine. Esta colección busca integrar el universo de la música con el de la enología, ofreciendo una propuesta innovadora que combina arte y viticultura. La presentación oficial de la línea estuvo a cargo de Juanchi, acompañado por los enólogos Francisco Evangelista y Victoria Pons, representantes de CrowdFarming.Wine. La gama de productos incluye vinos tintos, rosados, blancos y espumosos.

## Colaboraciones con otros artistas
En 2010 colaboró con No Te Va Gustar en la canción "Volar".
En 2016 colaboró con el grupo Tony 70 en la canción "Parece que fue ayer".
En 2017 colaboró con la banda cordobesa Hoy Lila grabando el solo de guitarra en el tema Tranquilo,el álbum fue grabado y producido por Mario Breuer y Diego chapa Blanco y masterizado en Abbey Road.
En 2018 colaboró con voz principal y coros en una canción de Damián Gaume titulada "Tres columnas de sal" junto a Gonzalo Aloras, Jeff Consi y The New Monos.